# Ídolo de Zonzamas

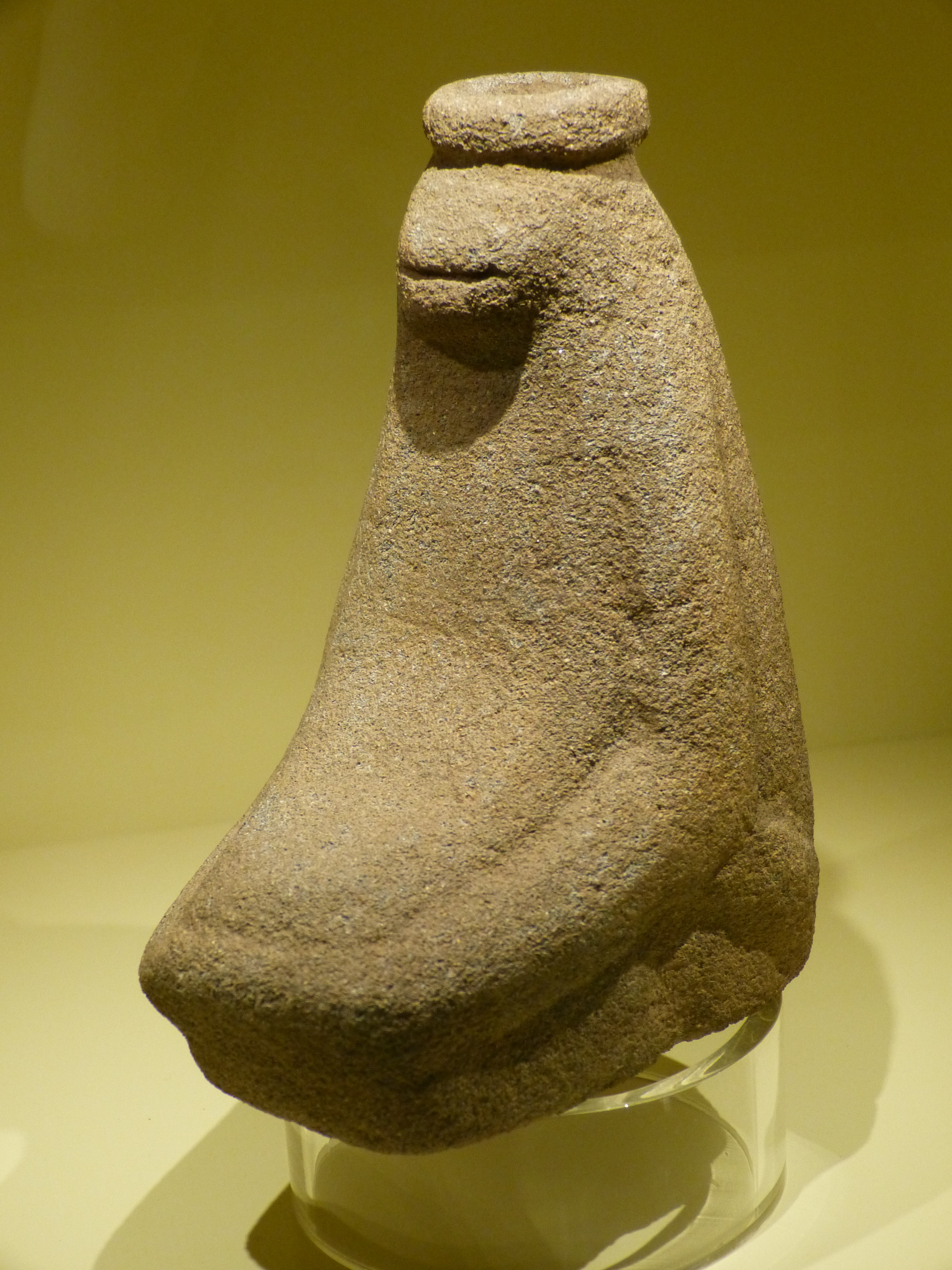
Kopie des Ídolo de Zonzamas im Museo de Naturaleza y Arqueología

Der Ídolo de Zonzamas (deutsch „Idol von Zonzamas“) ist eine Statuette, die auf der Insel Lanzarote gefunden wurde und den Majos, den Ureinwohnern der Insel, zugeschrieben wird. Ob es sich dabei wirklich um ein Idol, also um ein religiös bestimmtes Bildwerk handelt, ist nicht eindeutig geklärt.

## Skulptur
Der Ídolo de Zonzamas ist eine Skulptur eines auf den Fersen sitzenden Menschen. Die ausgestreckten Arme liegen auf den Unterschenkeln. Die Figur wurde aus grauem Basalt hergestellt. Sie hat eine trapezförmige Grundfläche von 9,5 cm Länge und einer mittleren Breite von 5, 2 cm. Die Höhe beträgt 13 cm. Sie wird von den Historikern als geschlechtslos oder weiblich bezeichnet.

## Fundort
Der Ídolo de Zonzamas wurde 1981 bei Ausgrabungen in der Zona Arqueológica de Zonzamas gefunden. Die Siedlung von Zonzamas wird als eine der wichtigsten archäologischen Fundstellen der kanarischen Inselgruppe angesehen. Es wird angenommen, dass dort 1402 die Residenz Guardafías, des letzten Herrschers der Majos war. Der Ort war durchgehend bis zum Beginn des 18. Jahrhunderts bewohnt und wurde erst im Zusammenhang mit den Vulkanausbrüchen, die 1730 begannen, verlassen.